# Asaphechinus
Asaphechinus is een geslacht van uitgestorven zee-egels uit de familie Temnopleuridae.

## Soorten
- Asaphechinus murrayensis Philip, 1969 †
- Asaphechinus princeps Philip, 1969 †
- Asaphechinus singletoni Philip, 1969 †
- Asaphechinus tasmanensis Philip, 1969 †